# 新塔爾格

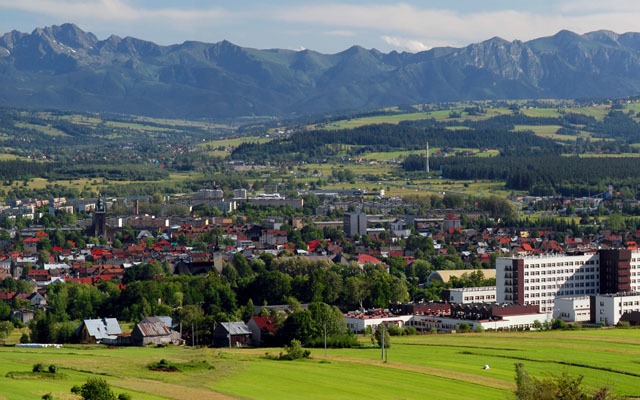

新塔爾格是波蘭的城鎮，位於該國南部，由小波蘭省負責管轄，始建於十三世紀，面積51.07平方公里，最高點海拔高度1,138米，2006年人口33,493。納粹德國及斯洛伐克在二战時期1939年9月1日至1945年1月29日期間佔領該鎮。

## 外部連結
- Nowy Targ - official homepage （页面存档备份，存于）
- Nowy Targ Holocaust Memorial book （页面存档备份，存于） (Hebrew, Yiddish and English)
- Jewish Community in Nowy Targ （页面存档备份，存于） on Virtual Shtetl
- English translation of the Nowy Targ Yizkor Book （页面存档备份，存于）
- Nice photos from Nowy Targ （页面存档备份，存于）

49°30′N 20°02′E / 49.500°N 20.033°E